# Fernando Cuéllar Núñez

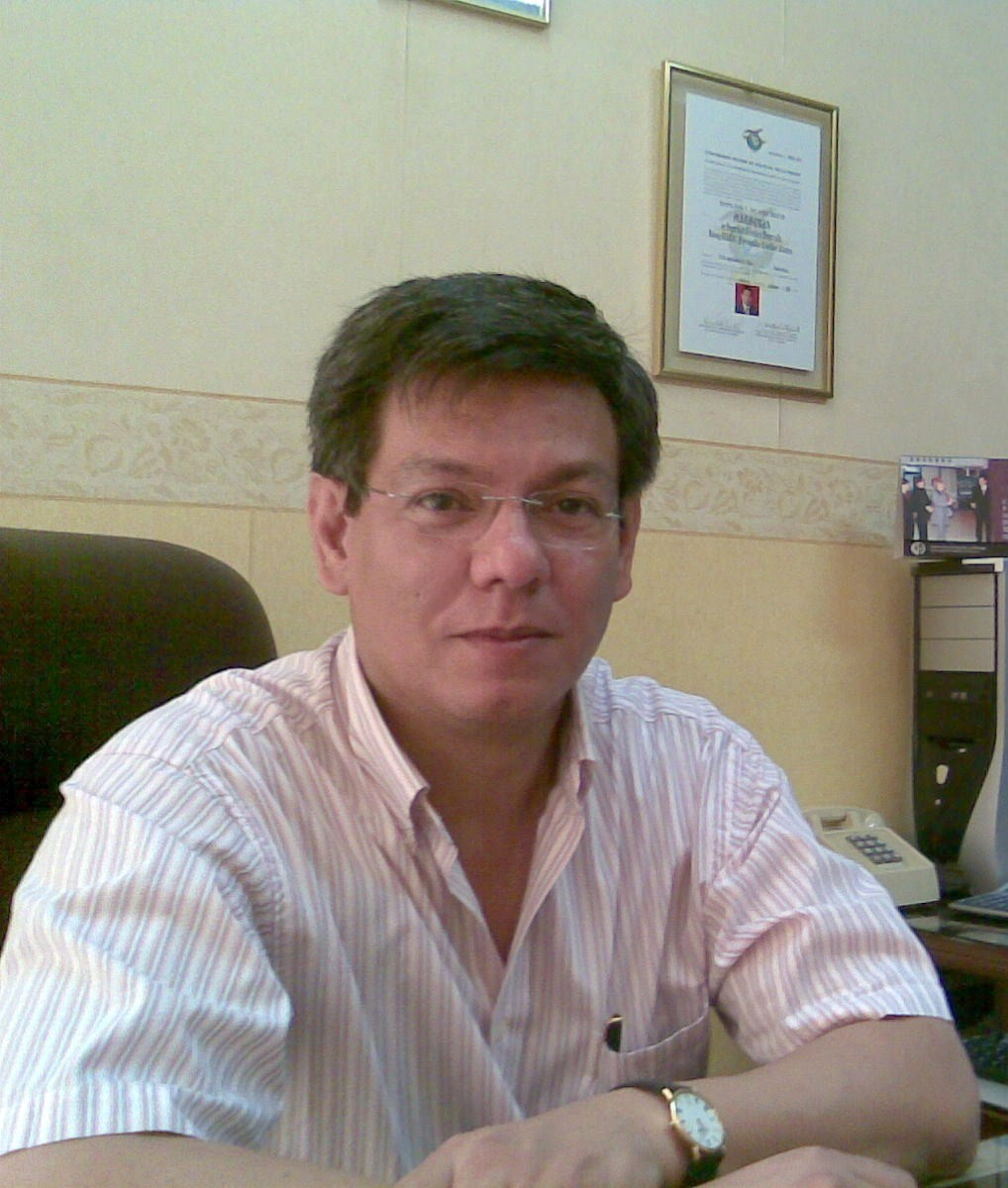
Fernando Cuéllar Núñez

Fernando Cuéllar Núñez (Santa Cruz de la Sierra, 23 de septiembre de 1964) Presidente del Comité Pro Santa Cruz (2017-2019), abogado, catedrático y autor de obras jurídicas que, como Presidente del Ilustre Colegio de Abogados de Santa Cruz, ha contribuido eficazmente a fortalecer la resistencia contra medidas políticas e institucionales llevadas a cabo por el gobierno de Evo Morales. Su defensa a favor de los derechos humanos lo llevó a ser miembro del directorio de la Human Rights Foundation-Bolivia. Entre otras actuaciones que consideran que violentan la legislación vigente en Bolivia, cabe destacar los apresamientos que se perpetraron durante los meses de septiembre, octubre y noviembre del año 2008 en el departamento de Pando.
Durante los últimos años, ha sido invitado por diferentes medios de comunicación en la edición de septiembre del año 2008, la revista Lex le hizo una entrevista que tuvo como encabezamiento su declaración Defenderemos al Estado de Derecho en Bolivia. Además, en su gestión presidencial, la defensa de las instituciones republicanas  [cita requerida]se ha logrado asumir como una misión capital del gremio que representa.

## Estudios realizados
Abogado formado en la Universidad Autónoma Gabriel René Moreno; Máster en Derecho Privado Mercantil y de Comercio Internacional (UAGRM); Máster en Seguridad Defensa y Desarrollo (Universidad Militar de las Fuerzas Armadas); egresado de la Maestría de Comercio Internacional (Universidad NUR); Especialidad en Derecho Laboral y de la Seguridad Social (Universidad Privada de Santa Cruz de la Sierra); Especialidad en Seguridad, Defensa y Desarrollo Nacional (UAGRM); Especialidad en Educación Superior (UAGRM); Diplomado en Altos Estudios Nacionales; Diplomado en Justicia Constitucional (Universidad Privada Domingo Savio); Diplomado en Derecho Agrario y Derecho Procesal Agrario (UNO – SIRENARE – UNAM); [cita requerida]Diplomado en Gestión Tributaria (Universidad San Francisco de Asís); Doctorando en Estado Democrático, Sociedad y Estado de Derecho (Universidad San Sebastián, del País Vasco y UPSA).[cita requerida]

## Membresías y cargos
Fernando Cuéllar es miembro de la Federación Internacional de Abogados (FIA) y la Asociación Iberoamericana de Abogados Laboralistas, entre otras entidades.[cita requerida] En cuanto a los cargos más importantes que ha ocupado y ejerce al presente, pueden destacarse los siguientes: Secretario General y actual Vicepresidente de la Federación de Profesionales de Santa Cruz, actual Director del Comité Pro Santa Cruz y actual Presidente del Ilustre Colegio de Abogados de Santa Cruz. En el ámbito académico, al presente, Cuéllar Núñez es Decano de la Facultad de Ciencias Jurídicas y Políticas de la Universidad de Aquino Bolivia.

## Producción intelectual
- Apuntes de Derecho Comercial (1998)